# Каплан, Лазарь Моисеевич
Лазарь Моисеевич Капла́н  (5 [18] августа 1917, Скородное — 10 июня 1994, Воронеж) — Герой Советского Союза, участник советско-финляндской войны и Великой Отечественной войны, заместитель командира 951-го артиллерийского полка 391-й стрелковой дивизии 3-й ударной армии 2-го Прибалтийского фронта, майор.

## Биография
Лазарь Каплан родился в деревне Скородное (ныне Ельский район, Гомельская область, Беларусь) в семье рабочего. Еврей. Окончил 3 курса Таганрогского авиационного техникума.
В Красной Армии с 1936 года. В 1938 году окончил Ленинградское артиллерийское училище. Участник советско-финляндской войны 1939—1940 годов. В боях Великой Отечественной войны с августа 1941 года. Член ВКП(б)/КПСС с 1943 года.
18 июля 1944 года офицер-артиллерист Каплан во главе группы разведчиков с орудием захватил переправу через реку Истренка у населённого пункта Лаудери Лудзенского района Латвии.
27 июля 1944 года в ходе Режицко-Двинской наступательной операции майор Каплан Л. М. умело руководил огнём орудий 951-го артиллерийского полка при штурме города Резекне.
После войны Л. М. Каплан продолжал службу в армии. В 1946 году он окончил Высшую офицерскую артиллерийскую школу в Ленинграде. С 1959 года подполковник Каплан Л. М. — в запасе.
Жил в городе Воронеже. Скончался 10 июня 1994 года. Похоронен в Воронеже на Коминтерновском кладбище.
В Воронеже на доме № 10 по проспекту Труда, где жил Л. М. Каплан, установлена мемориальная доска.

## Награды
- Указом Президиума Верховного Совета СССР от 24 марта 1945 года за образцовое выполнение боевых заданий командования на фронте борьбы с немецко-фашистскими захватчиками и проявленные при этом мужество и героизм майору Каплану Лазарю Моисеевичу присвоено звание Героя Советского Союза с вручением ордена Ленина и медали «Золотая Звезда» (№ 6540).
- Три ордена Красного Знамени.
- Два ордена Отечественной войны I степени.
- Орден Красной Звезды.
- Медали.

## Сочинения
- Огненные годы. Воронеж, 1970.